# Cantó de Bussiera Badiu
El cantó de Bussiera Badiu és un cantó francès del departament de la Dordonya, situat al districte de Nontronh. Té 8 municipis i el cap és Bussiera Badiu.

## Municipis
- Bussairòla
- Bussiera Badiu
- Champs Niers e Relhac
- Estoars
- Puei 'Gut e Pluviers
- Sent Bertomiu de Bussiera
- Sodac
- Varanha

## Història
| Data d'elecció                           | Identitat       | Partit          | Qualitat |
| ---------------------------------------- | --------------- | --------------- | -------- |
| 1979-1996                                | Bernard Bioulac | PS              |          |
| 1996-                                    | Didier Vignal   | MDC, després PS |          |
| les dades anteriors no són pas conegudes |                 |                 |          |
|                                          |                 |                 |          |

## Demografia
| 1962  | 1968  | 1975  | 1982  | 1990  | 1999  | 2006  |
| ----- | ----- | ----- | ----- | ----- | ----- | ----- |
| 5.108 | 4.751 | 4.417 | 4.233 | 4.069 | 3.787 | 3.645 |